# Astragalus dengolanensis
Astragalus dengolanensis är en ärtväxtart som beskrevs av Dieter Podlech. Astragalus dengolanensis ingår i släktet vedlar, och familjen ärtväxter. Inga underarter finns listade i Catalogue of Life.